# Isaak Jakovlevič Pomerančuk
Isaak Jakovlevič Pomerančuk (rusky Исаак Яковлевич Померанчук; 20. května 1913, Varšava – 14. prosince 1966) byl ruský fyzik.

## Život a práce
Pomerančuk se narodil v tehdy ruské Varšavě jako syn chemického inženýra Jakova Isaakoviče Pomerančuka a lékařky. V roce 1918 se rodina přestěhovala do Rostova na Donu a v roce 1923 do Doněcké pánve, kde Pomerančuk vychodil střední školu. Potom pracoval v továrně a v roce 1931 odešel do Ivanova studovat chemické inženýrství. V roce 1932 se přestěhoval na Polytechnický institut v Petrohradě, kde studoval fyzikální chemii. V roce 1935 mu jeho nadřízený Alexander Šalnikov doporučil studium u teoretického fyzika Lva Landaua v Charkově. Landauovo pověstné "teoretické minimum" dokončil za pouhé dva měsíce a v jeho rámci napsal několik sofistikovaných prací pod Landauovým vedením. Pomerančuk byl jedním z nejvěrnějších Landauových studentů a i později navštěvoval jeho proslulé pravidelné semináře v Moskvě. V roce 1936 publikoval spolu s Alexandrem Achijeserem své první práce o rozptylu fotonů na fotonech v Nature. V roce 1930 určil horní limit pro energii na Zemi změřených nabitých částic v kosmickém záření na 1017 eV (v důsledku interakce s magnetickým polem země). Dále pracoval ve fyzice pevných látek.
V roce 1937 následoval Landaua do Moskvy. Po jeho zatčení v roce 1938 odešel na univerzitu do Leningradu, kde získal doktorát. V letech 1939–1940 pracoval na Fyzikálně-technickém ústavu a v roce 1940 odešel do Moskvy na Lebeděvův institut, kde se podílel na výzkumu vedení tepla a pohlcování zvuku v dielektrikách. Během druhé světové války prováděl výzkumy kosmického záření v Arménii. Poté od roku 1943 pracoval v týmu Igora Kurčatova, kde se podílel na vývoji prvního sovětského jaderného reaktoru uvedeného do provozu roku 1946. V této době úzce spolupracoval s Jakovem Zeldovičem. Brzy se stal vedoucím reaktorovým fyzikem v Sovětském svazu, opět spolupracoval s Achijeserem. Jejich základní práce v Sovětském svazu kolovaly nejprve v rukopisné podobě, až v roce 2002 je Boris Joffe a Gerasimov publikovali v knižní podobě. Na konci roku 1940 začal také pracovat na synchrotronovém záření a v 1944 s Dmitrijem Ivaněnkem na problematice maximálního urychlení v urychlovači typu betatron (což byla první zveřejněná predikce synchrotronového záření). Věnoval se také supratekutostí a přitom vznikla myšlenka Pomerančukova chlazení.
V roce 1946 představili Zeldovič, Isaj Izrailevič Gurevič, Pomerančuk a Julij Borisovič Chariton vládě Sovětského svazu návrh vodíkové bomby, který nebyl ani označen jako tajný a vláda mu nevěnovala velkou pozornost. To se změnilo teprve když tajné služby upozornily na vývoj v Americe.
Když skončilo jeho působení v jaderném programu, stal se profesorem na Ústavu teoretické a experimentální fyziky v Moskvě, kde založil seminář kvantové teorie pole. Společně s Landauem objevil některé paradoxy kvantové elektrodynamiky a několik dalších kvantových teorií pole vysokých energiích. Chování kvantové elektrodynamiky je v kontrastu k chování asymptotické volnosti z kvantové chromodynamiky objevené v roce 1973 a jiných neabelovská kalibračních teorií. V roce 1958 formuloval Pomerančuk tvrzení, později známé jako Pomerančukův teorém, týkající se celkových účinných průřezů rozptylu částic a antičástic. V roce 1960 se podílel na vývoji S-maticové teorie Tullia Reggeho a dalších. Úzce spolupracoval s Vladimirem Gribovem v Leningradě, s nímž zkoumal po něm nazvanou hypotetickou částici pomeron.
V 60. letech byl Pomerančuk ředitelem Ústavu teoretické fyziky a současně profesorem na moskevském Institutu fyzikálního inženýrství. Od roku 1964 byl řádným členem Akademie věd SSSR.
Roku 1965 mu byla diagnostikována rakovina jícnu. Během svého pobytu v nemocnici vyvinul metody pro protonovou terapii a od roku 1969 byly tyto jeho návrhy postupně uváděny do praxe.
Mezi jeho studenty patřili Samoil Bileňkij, Michael Marinov, Lev Borisovič Okun, Igor Kobzarev, V. S. Popov nebo Boris Joffe. Za objev synchrotronového záření obdržel v roce 1950 Stalinovu cenu, kterou znovu získal i v roce 1952.
Na jeho počest uděluje ITEP od roku 1998 Pomerančukovu cenu.
Jeho přezdívka byla Chuk.

## Dílo
- Sebrané eseje (Собрание научных трудов), 3 sv., Moskva: Nauka, 1972